# Balm bei Messen
Balm bei Messen es una localidad y antigua comuna suiza del cantón de Soleura, situada en el distrito de Bucheggberg, actualmente parte de la comuna de Messen. Limitaba al norte con las comunas de Biezwil, Lüterswil-Gächliwil, al este con Oberramsern, al sur con Messen, Ruppoldsried (BE) y Wengi bei Büren (BE); y al oeste con Schnottwil.
La comuna fue disuelta el 1 de enero de 2010 tras su fusión con las antiguas comunas de Brunnenthal, Oberramsern y Messen. Desde entonces es una localidad de la nueva comuna de Messen.

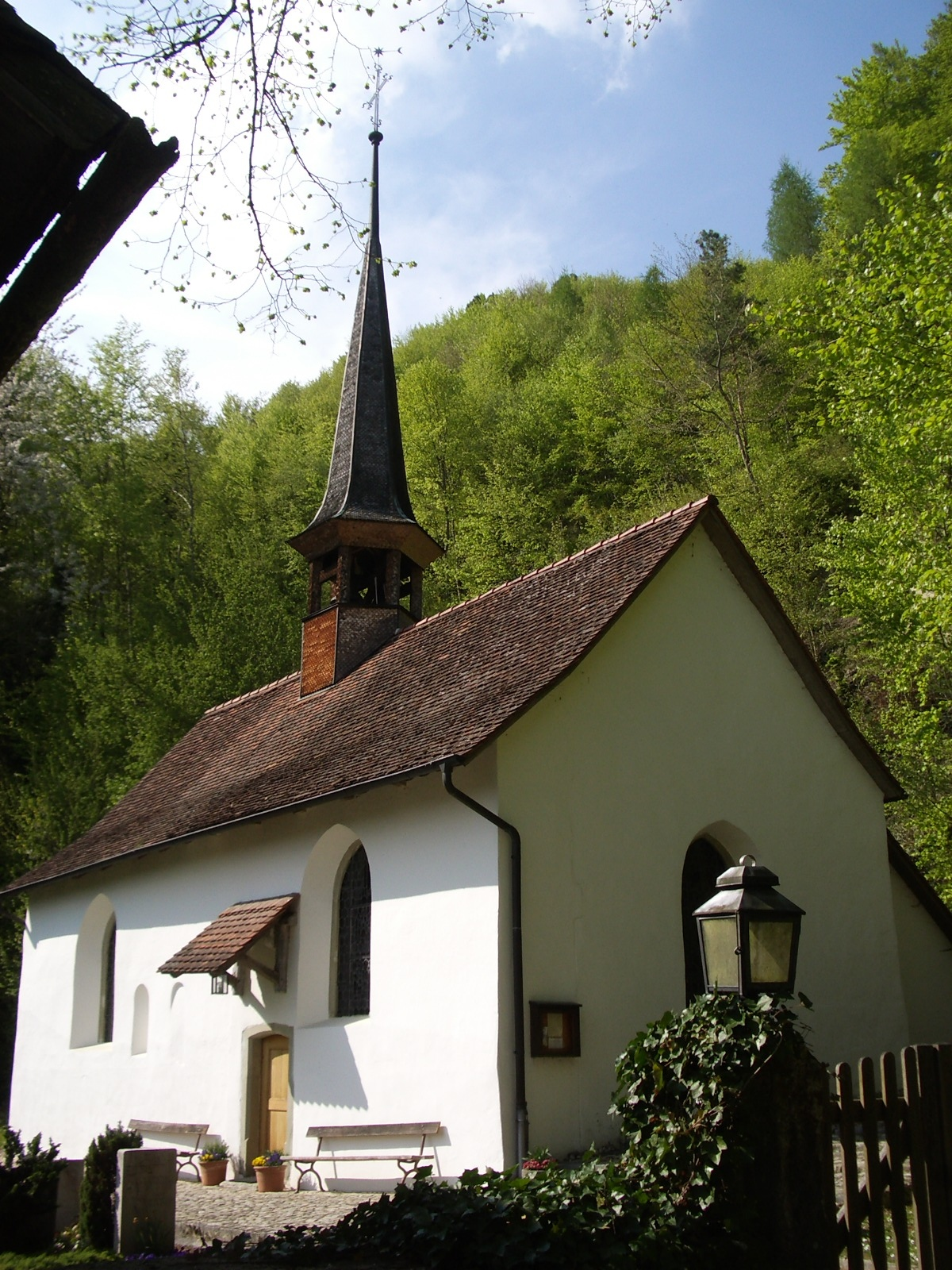
Iglesia de Balm bei Messen.